# Danh sách xã thuộc tỉnh Đồng Tháp
Tính đến ngày 1 tháng 1 năm 2025, tỉnh Đồng Tháp có 141 đơn vị hành chính cấp xã, trong đó có 114 xã.
Dưới đây là danh các xã thuộc tỉnh Đồng Tháp hiện nay.
| Xã                | Trực thuộc         | Diện tích (km²) | Dân số (người) | Mật độ dân số (người/km²) | Thành lập |
| ----------------- | ------------------ | --------------- | -------------- | ------------------------- | --------- |
| An Bình           | Huyện Cao Lãnh     |                 |                |                           |           |
| An Hiệp           | Huyện Châu Thành   |                 |                |                           |           |
| An Hòa            | Huyện Tam Nông     |                 |                |                           |           |
| An Khánh          | Huyện Châu Thành   |                 |                |                           |           |
| An Long           | Huyện Tam Nông     |                 |                |                           |           |
| An Nhơn           | Huyện Châu Thành   |                 |                |                           |           |
| An Phong          | Huyện Thanh Bình   |                 |                |                           |           |
| An Phú Thuận      | Huyện Châu Thành   |                 |                |                           |           |
| An Phước          | Huyện Tân Hồng     |                 |                |                           |           |
| Ba Sao            | Huyện Cao Lãnh     |                 |                |                           |           |
| Bình Hàng Tây     | Huyện Cao Lãnh     |                 |                |                           |           |
| Bình Hàng Trung   | Huyện Cao Lãnh     |                 |                |                           |           |
| Bình Phú          | Huyện Tân Hồng     |                 |                |                           |           |
| Bình Tấn          | Huyện Thanh Bình   |                 |                |                           |           |
| Bình Thành        | Huyện Lấp Vò       |                 |                |                           |           |
| Bình Thành        | Huyện Thanh Bình   |                 |                |                           |           |
| Bình Thạnh        | Huyện Cao Lãnh     |                 |                |                           |           |
| Bình Thạnh        | Thành phố Hồng Ngự | 48,36           |                |                           |           |
| Bình Thạnh Trung  | Huyện Lấp Vò       |                 |                |                           |           |
| Định An           | Huyện Lấp Vò       |                 |                |                           |           |
| Định Hòa          | Huyện Lai Vung     |                 |                |                           |           |
| Định Yên          | Huyện Lấp Vò       |                 |                |                           |           |
| Đốc Binh Kiều     | Huyện Tháp Mười    |                 |                |                           |           |
| Gáo Giồng         | Huyện Cao Lãnh     |                 |                |                           |           |
| Hòa An            | Thành phố Cao Lãnh | 12,08           |                |                           |           |
| Hòa Bình          | Huyện Tam Nông     |                 |                |                           |           |
| Hòa Long          | Huyện Lai Vung     |                 |                |                           |           |
| Hòa Tân           | Huyện Châu Thành   |                 |                |                           |           |
| Hòa Thành         | Huyện Lai Vung     |                 |                |                           |           |
| Hội An Đông       | Huyện Lấp Vò       |                 |                |                           |           |
| Hưng Thạnh        | Huyện Tháp Mười    |                 |                |                           |           |
| Láng Biển         | Huyện Tháp Mười    |                 |                |                           |           |
| Long Hậu          | Huyện Lai Vung     |                 |                |                           |           |
| Long Hưng A       | Huyện Lấp Vò       |                 |                |                           |           |
| Long Hưng B       | Huyện Lấp Vò       |                 |                |                           |           |
| Long Khánh A      | Huyện Hồng Ngự     |                 |                |                           |           |
| Long Khánh B      | Huyện Hồng Ngự     |                 |                |                           |           |
| Long Thắng        | Huyện Lai Vung     |                 |                |                           |           |
| Long Thuận        | Huyện Hồng Ngự     |                 |                |                           |           |
| Mỹ An Hưng A      | Huyện Lấp Vò       |                 |                |                           |           |
| Mỹ An Hưng B      | Huyện Lấp Vò       |                 |                |                           |           |
| Mỹ Đông           | Huyện Tháp Mười    |                 |                |                           |           |
| Mỹ Hiệp           | Huyện Cao Lãnh     |                 |                |                           |           |
| Mỹ Hòa            | Huyện Tháp Mười    |                 |                |                           |           |
| Mỹ Hội            | Huyện Cao Lãnh     |                 |                |                           |           |
| Mỹ Long           | Huyện Cao Lãnh     |                 |                |                           |           |
| Mỹ Quý            | Huyện Tháp Mười    |                 |                |                           |           |
| Mỹ Tân            | Thành phố Cao Lãnh | 10,65           |                |                           |           |
| Mỹ Thọ            | Huyện Cao Lãnh     |                 |                |                           |           |
| Mỹ Trà            | Thành phố Cao Lãnh | 6,32            |                |                           |           |
| Mỹ Xương          | Huyện Cao Lãnh     |                 |                |                           |           |
| Nhị Mỹ            | Huyện Cao Lãnh     |                 |                |                           |           |
| Phong Hòa         | Huyện Lai Vung     |                 |                |                           |           |
| Phong Mỹ          | Huyện Cao Lãnh     |                 |                |                           |           |
| Phú Cường         | Huyện Tam Nông     |                 |                |                           |           |
| Phú Điền          | Huyện Tháp Mười    |                 |                |                           |           |
| Phú Đức           | Huyện Tam Nông     |                 |                |                           |           |
| Phú Hiệp          | Huyện Tam Nông     |                 |                |                           |           |
| Phú Hựu           | Huyện Châu Thành   |                 |                |                           |           |
| Phú Long          | Huyện Châu Thành   |                 |                |                           |           |
| Phú Lợi           | Huyện Thanh Bình   |                 |                |                           |           |
| Phú Ninh          | Huyện Tam Nông     |                 |                |                           |           |
| Phú Thành A       | Huyện Tam Nông     |                 |                |                           |           |
| Phú Thành B       | Huyện Tam Nông     |                 |                |                           |           |
| Phú Thọ           | Huyện Tam Nông     |                 |                |                           |           |
| Phú Thuận A       | Huyện Hồng Ngự     |                 |                |                           |           |
| Phú Thuận B       | Huyện Hồng Ngự     |                 |                |                           |           |
| Phương Thịnh      | Huyện Cao Lãnh     |                 |                |                           |           |
| Phương Trà        | Huyện Cao Lãnh     |                 |                |                           |           |
| Tân Bình          | Huyện Châu Thành   |                 |                |                           |           |
| Tân Bình          | Huyện Thanh Bình   |                 |                |                           |           |
| Tân Công Chí      | Huyện Tân Hồng     |                 |                |                           |           |
| Tân Công Sính     | Huyện Tam Nông     |                 |                |                           |           |
| Tân Dương         | Huyện Lai Vung     |                 |                |                           |           |
| Tân Hòa           | Huyện Lai Vung     |                 |                |                           |           |
| Tân Hòa           | Huyện Thanh Bình   |                 |                |                           |           |
| Tân Hộ Cơ         | Huyện Tân Hồng     |                 |                |                           |           |
| Tân Hội           | Thành phố Hồng Ngự | 11,28           |                |                           |           |
| Tân Hội Trung     | Huyện Cao Lãnh     |                 |                |                           |           |
| Tân Hồng          | Huyện Tân Hồng     |                 |                |                           |           |
| Tân Huề           | Huyện Thanh Bình   |                 |                |                           |           |
| Tân Khánh Đông    | Thành phố Sa Đéc   | 21,88           |                |                           |           |
| Tân Khánh Trung   | Huyện Lấp Vò       |                 |                |                           |           |
| Tân Kiều          | Huyện Tháp Mười    |                 |                |                           |           |
| Tân Long          | Huyện Thanh Bình   |                 |                |                           |           |
| Tân Mỹ            | Huyện Lấp Vò       |                 |                |                           |           |
| Tân Mỹ            | Huyện Thanh Bình   |                 |                |                           |           |
| Tân Nghĩa         | Huyện Cao Lãnh     |                 |                |                           |           |
| Tân Nhuận Đông    | Huyện Châu Thành   |                 |                |                           |           |
| Tân Phú           | Huyện Châu Thành   |                 |                |                           |           |
| Tân Phú           | Huyện Thanh Bình   |                 |                |                           |           |
| Tân Phú Đông      | Thành phố Sa Đéc   | 12,39           |                |                           |           |
| Tân Phú Trung     | Huyện Châu Thành   |                 |                |                           |           |
| Tân Phước         | Huyện Lai Vung     |                 |                |                           |           |
| Tân Quới          | Huyện Thanh Bình   |                 |                |                           |           |
| Tân Quy Tây       | Thành phố Sa Đéc   | 4,68            |                |                           |           |
| Tân Thành         | Huyện Lai Vung     |                 |                |                           |           |
| Tân Thạnh         | Huyện Thanh Bình   |                 |                |                           |           |
| Tân Thành A       | Huyện Tân Hồng     |                 |                |                           |           |
| Tân Thành B       | Huyện Tân Hồng     |                 |                |                           |           |
| Tân Thuận Đông    | Thành phố Cao Lãnh |                 |                |                           |           |
| Tân Thuận Tây     | Thành phố Cao Lãnh |                 |                |                           |           |
| Thạnh Lợi         | Huyện Tháp Mười    |                 |                |                           |           |
| Thanh Mỹ          | Huyện Tháp Mười    |                 |                |                           |           |
| Tháp Mười         | Huyện Tháp Mười    |                 |                |                           |           |
| Thông Bình        | Huyện Tân Hồng     |                 |                |                           |           |
| Thường Lạc        | Huyện Hồng Ngự     |                 |                |                           |           |
| Thường Phước 1    | Huyện Hồng Ngự     |                 |                |                           |           |
| Thường Phước 2    | Huyện Hồng Ngự     |                 |                |                           |           |
| Thường Thới Hậu A | Huyện Hồng Ngự     |                 |                |                           |           |
| Tịnh Thới         | Thành phố Cao Lãnh | 16,08           |                |                           |           |
| Trường Xuân       | Huyện Tháp Mười    |                 |                |                           |           |
| Vĩnh Thạnh        | Huyện Lấp Vò       |                 |                |                           |           |
| Vĩnh Thới         | Huyện Lai Vung     |                 |                |                           |           |